# 浮城町
浮城町（うきのじょうちょう）とは、宮崎県宮崎市内の地名。檍地域自治区に属している。郵便番号は880-0821。

## 地理
宮崎市の中心部、檍地域自治区に属する住宅地・商業地である。北東を吉村町、南を新城町・柳丸町、西を権現町と接する。隣接する吉村町に「浮城甲」と言う地名がある。

## 歴史
- 1972年 - 江平町から浮城町が成立。

## 世帯数と人口
2023年（令和5年）9月1日現在の世帯数と人口は以下の通りである。
| 町丁   | 世帯数  | 人口  |
| ------ | ------- | ----- |
| 浮城町 | 116世帯 | 261人 |

## 小・中学校の学区
市立小・中学校に通う場合、学区は以下の通りとなる。
| 町名   | 小学校           | 中学校           |
| ------ | ---------------- | ---------------- |
| 浮城町 | 宮崎市立檍小学校 | 宮崎市立檍中学校 |

## 交通

### バス
宮交グループの運営するバスが営業している。

### 道路
- 市道権現通線
- 市道大島通線